# Верица Тадић
Верица Тадић (Доњи Дубац, код Гуче, 8. децембар 1949) српска је књижевница.

## Биографија
Завршила је Економски факултет у Крагујевцу. Живи у Чачку. Пише савремену поезију, хаику, приче, сентенце, афоризме, књижевну критику и есеје. Поезија јој је превођена на шпански, немачки, пољски, словачки, руски, енглески и италијански; кратке приче на словеначки. Заступљена је у бројним књижевним листовима и часописима, као и у четрдесет заједничких књига и двадесет антологија. Члан је редакције Књижевних новина "Свитак".
Члан је Удружења књижевника Србије од 2004. године.
- Часопис“ Свитак“, (број 27-28. 2001) посвећен је књижевном стваралаштву Верице Тадић;

- Др Милован Гочманац, је објавио књигу: „Одуховљени лирски сензибилитет“ (2012), посвећену стваралаштву Верице Тадић;
- Др Милован Гочманац, је приредио другу књигу  есеја и приказа групе аутора о књигама Верице Тадић: "Лазур будућег времена" (2020).

- Милијан Деспотовић, је објавио књигу: „Реторика светлости“ (2018), О књижевном делу Верице Тадић.

## Дела

### Поезија
Објавила збирке поезије:
- Острва ноћи, Удружење публициста Чачак, 1990.
- Пелудна тишина, Свитак, Пожега, 2001.
- Тркачи према сунцу, коауторска књига (пет песника), Чачак,1977.
- Прелудијум зебње, Легенда, Чачак, 2016.

Збирке хаику песама:
- Мрежа од сунчевих нити, Свитак, Пожега, 2003.
- Саг од дуката, Удружење књижевника Србије & Свитак, 2004.
- Заветни плес, Легенда, Чачак, 2013.

### Остало
Књиге приповедака:
- (Кр)истина и (Б)лаж, Међурепубличка заједница за културно-просвјетну дјелатност, Пљевља, Црна Гора, 2006.
- (Кр)истина и (Б)лаж, Легенда, Чачак, 2007.

Књиге сентенци:
- Флуоресцентни прсти, Центар за културу Гуча, 2008.
- Причесна врата, Легенда, Чачак, 2013.
- Еонски графити, Библиотека општине Лучани, Гуча, 2015.

Књиге студија и есеја:
- На хридима тренутка, Центар за културу Гуча, 2009.
- Кад речи сањају, Библиотека општине Лучани, Гуча, 2015.

Књига превода:
 Заједнички портрет (Collective Portrait), Библиотека општине Лучани, Гуча, 2022.
Антологије на српском:
- „Галаксија Миљковић“(Антологија песама о Бранку Миљковићу, Удружење књижевника Србије и Свитак, Пожега, 2002) . Приредио: Горан М. Деспотовић.
- „Јутро припада птицама“ (Антологија југословенског хаику песништва (шестокњижје, књига 3-хаику на српском, књига 4-хаику на српском  и руском), Филолошки факултет- Центар за Источну Азију, Београд, 2002.  Приредили: Љиљана Марковић, Милијан Деспотовић и Александра Вранеш.
- „Песме о мајци“ (Антологија песама о мајци - Прво издање, књига 2) , MD Style, Београд, 2004. Приредио: Бранислав Бојић.
- „Кад срце засветлуца“ (Антологија новијег српског песништва за децу и младе од Љубивоја Ршумовића до Јулије Марјановић – Други том, Српска књига, Рума, 2008. Приредио: Перо Зубац.
- „Реквијем за искушеника“ (Антологија најкраћих прича, Часопис „Акт“, Ваљево, 2008. Приредио: Дејан Богојевић
- „Све(једно)“, (Антологија најкраће приче), Часопис „Акт“, Ваљево, бр. 34/35/36, 2009.  Приредио: Дејан Богојевић.
- „Мера свију ствари“ (Избор љубавне поезије), Свитак и Удружење књижевника Србије, Пожега, 2010. Приредио: Горан М. Деспотовић.
- „Зрнца“ (Антологија најкраћих прича на српском, Легенда, Чачак, 2011. Приредили: Дејан Богојевић и Душан Стојковић.
- „Ко је ко у афоризму“ (Антологија афоризама, Удружење   балканских сатиричара, „Јеж“,Београд, 2015). Приредила: Јасмина Буква. 
- „ Женско писмо “ (Антологија афоризама 180 ауторки из региона(бивша Југославија, за период од 120 година), SNP&P, Београд, 2018.  Приредила: Деана Саиловић. 
- Aнтологија,Србија, 2021, Песници света (Anthology Serbia  2021-Wоrld poets ). Priredilа Marija Najthefer Popov.
Антологије на словеначком
- „Зрнца“ (Антологија најкраће приче на словеначком језику, Апокалипса, Љубљана, 2012).Приредили: Дејан Богојевић и Душан Стојковић. 
Антологије на енглеском:
-  Аnthology  „Queen“: Global Voices of 21st Century Female Poets, India,  2018. Editor: Sunita Paul. („Краљица“ : Светски гласови песникиња 21. века, Индија, 2018).  Уредница: Сунита Паул. 
-  „Beyond borders “ , Anthology of spiritual poetry, Our poetry archive, Electronic edition, 2018. („Изван граница“ Антологија духовне поезије, Наша поетска архива, електронско издање 2018). 
- „Love my religion”, Аnthology love poetry, India,  2018. Editors: Rajdeep Chowdhury & Dr S. S. Kanade.(“Љубав је моја религија“ , Антологија љубавне поезије, Индија, 2018). Уредници: Rajdeep Chowdhury & Dr S. S. Kanade.
- „Spirit of nature“, Anthology Our poetry archive, Electronic edition. 2019). (Антологија „Дух природе“ , Наша поетска архива, Електронско издање, 2019).
- „Cooch Behar“, Anthology, world poets, India, 2022. Editor-Poet : Sourav Sarkar.(„Kуч Бехар“ , Антологија светских песника, Индија, 2022). Уредник-Песник: Sourav Sarkar.
-„Cooch Behar“,Anthology , „Love poems“, Editor-Poet: Sourav Sarkar, India, 2022.(Антологија љубавне поезије „ Куч Бехар“. Уредник-Песник: Sourav Sarkar, Индија, 2022).
- „Cooch Behar“Anthology,  „Poets of the year  2022“, India, 2022. (Антологија песници 2022 године, „Куч Бехар“ .Уредник-Песник: Sourav Sarkar, Индија, 2022)
- Anthology  „Pancha Maha-Bhoota“ - Five great elements. Edizione Inglese  di Sourav Sarkar, (Autore) 19 maggio 2022. (Antologija „Pancha Maha-Bhoota“,  Пет великих елемената на санскритском: Енглеско издање, Sourav Sarkar (Аутор), 19. маја 2022)
- „Couch Behar“ Anthology,  „ Shot Stories“, “Volume 1”, Editor- Poet:  Sourav Sarkar, India, 2022 (Антологија  „Кратке приче“,  “Toм 1”. Уредник-Песник: Sourav Sarkar, Indija, 2022).
- „Couch Behar“Anthology , „Volume 5“ , poems. Editor-Poet  Sourav Sarkar, India, 2023 (Антологија „Kуч Бехар“, „Toм 5“, песме. Уредник-Песник Sourav Sarkar, Indija, 2023 )
-„Couch Behar“ Anthology of Serbia poems. Editor-Poet: Sourav Sarkar, India, 2023 (Антологија Србије, „Куч Бехар“ , песме. Уредник-Песник Sourav Sarkar, Индија 2023).
Двојезична хаику антологија на српском и енглеском:
- “Haze Light“, World haiku anthology, Laibrary “BAI”,Valjevo, Serbia, 2014. Editor: Dejan Bogojević. („Измаглица светлости“, Антологија светског хаикуа, Библиотека „BAI“, Ваљево, Србија, 2014). Приредио: Дејан Богојевић.
Антологија на пољском:
- Antologia “Metafora Współczesności”, Polska, Krajobrazy 2019. Redaktorzy: Alicja Maria Kuberska, Izabela Zupko, Agnieszcka Jarzębowska, Katarzyna Anna Lisovska. (Antologija “Metafora savremenosti”, Poljska, Pejzaži 2019). Уреднице: Алицја Мариа Куберска, Изабела Зупко, Агњешка Јарзебовска, Катарзина Ана Лисовска.
Антологија на српском, енглеском и шпанском:
- Anthology Naji Naaman’s literary prizes 2018. FCG fondation naji naaman pour la culture gratuite, Liban. Honour prizes (for complete works),and promotion to Honorary Member of the House of Culture Naji Naaman (Maison Naman pour la Culture), for 2018. (Антологија награда за књижевност Фондације Наџи Наман, за 2018.  Почасна награда за укупно стварaлаштво и промовисање у почасног члана Куће културе „Наџи Наман“).      

## Награде и признања
- Награда за поезију: Књижевни клуб „Моравски токови“, (1972, 1974)
- Награда за причу: Књижевни клуб „Моравски токови“, (1975)
- Интернационална награда за најкраћу причу: Часопис „АКТ“, (2007)
- Награда за афоризме: „Момчило Тешић“, (2005)
- Награда, „Ћамил Сијарић“ за књигу приповедака: Међурепубличка заједница за културно-просвјетну дјелатност, Црна Гора, Пљевља, (2005)
- Награда за есеје: „Андра Гавриловић“, (2008)
- Награда „Naji Naaman’s Foundation for Gratis Culture“  за целокупно стваралаштво – „Honour  prizes (for complete works) ” , Либан, 2018. За ову награду предложени су писци из 66 земаља који стварају на 40 језика и дијалеката (укупно 2371 писац), а награђено је 64 писца. Верица Тадић је једини добитник из Србије, за сезону 2017-2018.
- Почасни је члан Куће културе Наџи Наман (Maison Naaman pour la Culture), из Либана, од 2018.
- Интернационална награда „Zhen Nian Cup" Award-Biography and Literary Essay Award (On the Literary Work of Milorad Pavic, „ Alchemic Land in the Sea of Time") , by Peking Mindfulness Literature Museum, China, 2023 (Награда „Zhen Nian Cup" на међународном књижевном конкурсу за Књижевни есеј, „Алхемично копно у мору времена „ (О књижевном делу Милорада Павића) у Пекингу, Кина, 2023. Организатори Националног такмичења за Kњижевност, Kалиграфију, Сликарство и Фотографију „Zheng Nian Cup" су Изложбена сала кинеских уметника, Пекиншки Институт за кинеску културу „Zheng Nian“и бројни кинески медији.